# فؤاد علی‌عسگروف
فؤاد علی‌عسگروف (ترکی آذربایجانی: Fuad Murtuz oğlu Ələsgərov) دستیار رئیس‌جمهور آذربایجان در امور نیروی انتظامی و مسائل نظامی، مدیر یک قسمت نهاد ریاست جمهوری این کشور و مشاور دولتی درجه یک است.

## زندگی‌نامه
فواد علی‌عسگروف ۱۴ ماه مه ساال ۱۹۵۹ در باکو زاده شد. آموزش دبیرستانی را در مدرسه شماره ۲۰ باکو با دریافت مدال طلا پشت سر گذاشت. او در سال ۱۹۸۱ از دانشکده حقوق دانشگاه دولتی آذربایجان با اخذ لوح تقدیر دانش‌آموخته شد.

## کارنامه
فواد علی‌عسگروف بین سال‌های ۱۹۸۱ تا ۱۹۸۴ به عنوان مشاور در بخش ثبت اسناد رسمی وزارت دادگستری آذربایجان قعالیت داشت. در سال ۱۹۸۴ نیز در مراجع قضایی وزارتخانه یاد شده مشغول به کار شد.
تا سال ۱۹۸۷ به عنوان مشاور ارشد در قسمت نظارت و بازرسی امور اجرایی در وزارت دادگستری اشتغال یافت. میان سال‌های ۱۹۸۷ الی ۱۹۹۰، به منزله قاضی در دادگاه حومه سوراخانی باکو فعالیت کرد. از سال ۱۹۹۰ تا ۱۹۹۴، عضو دادگاه عالی جمهوری آذربایجان بود.
بر اساس فرمان رئیس‌جمهوری آذربایجان مورخ سال ۱۹۹۴، فواد علی‌عسگروف به ریاست بخش دولت- حقوق نهاد ریاست جمهوری این کشور رسید.
به موجب دیگر فرمان رئیس‌جمهوری آذربایجان به تاریخ ۲۵ آوریل ۱۹۹۸، او سکان هدایت قسمت امور نیروی انتظامی و مسائل نظامی در نهاد ریاست جمهوری این کشور را در دست گرفته و تا سال ۲۰۱۷ مسئول این شعبه شد.
فواد علی‌عسگروف در ۳۱ مه سال ۲۰۱۷، به عنوان دستیار رئیس‌جمهوری آذربایجان در امور نیروی انتظامی و مسائل نظامی و همچنین رئیس بخش امور نیروی انتظامی و مسائل نظامی نهاد ریاست جمهوری منصوب گردید.
در عین حال، این سیاستمدار آذربایجانی عضو تعدادی از کمیسیون‌های دولتی همچون کمیسیون مبارزه با فساد، «شورای قضایی- حقوقی»، «کمیسیون عفو» و کمیسیون حقوق شهروندی تحت ریاست جمهوری آذربایجان است.

## عضویت در سازمان‌های دولتی
فواد علی‌عسگروف در چند سازمان و کمیسیون دولتی عضویت دارد که، به شرح ذیل می‌باشد:
- کمیسیون دولتی مبارزه با سوءمصرف و قاچاق مواد مخدر جمهوری آذربایجان[۷]
- کمیته دولتی امور اصلاحات در نظام مدیریت عمومی
- کمیسیون حقوق شهروندی تحت ریاست جمهوری آذربایجان[۸]
- کمیسیون مبارزه با فساد
- شورای قضایی- حقوقی
- کمیسیون امور همکاری با اتحادیه اروپا[۹]
- کمیسیون عفو تحت ریاست جمهوری آذربایجان[۱۰]
- کمیسیون مرکزی کارشناسان نهاد ریاست جمهوری آذربایجان در امور مستندات و بایگانی

## خانواده
فواد علی‌عگروف بزرگ‌ترین پسر پروفسور مرتض علی‌عسگروف است، که از سال ۱۹۹۶ تا ۲۰۰۵ ریاست مجلس ملی جمهوری آذربایجان به عهده داشت.